# ウニクス鴻巣
ウニクス鴻巣（ウニクスこうのす）は、埼玉県鴻巣市北新宿にあるショッピングセンター。2010年9月17日開業。

## 概要
宅地開発を目的として鴻巣市が平成7年から実施している、北新宿第二土地区画整理事業地の一角にあった、三光合成株式会社吹上工場の熊谷市内への移転に伴って、株式会社ピーアンドディコンサルティングが開発した物件である。建物所有者は株式会社ピーアンドディコンサルティング、管理運営者は株式会社ウニクス。
核店舗はヤオコーで開店当時は競合店として、コープ吹上店（0.1km）、ベルク佐谷田店（2.5km）、ベイシア行田店（2.2km）、アピタ吹上店（2.5km）があった。当店は開店107店舗目。
当施設は鴻巣市と災害時応援協定の災害時における緊急避難場所に関する協定を結んでおり、災害時には緊急避難場所として駐車場を提供する。

## 沿革
- 2010年（平成22年）
  - 9月17日 - 開業、核店舗のヤオコーが開店[2]
- 2021年（令和3年）
  - 3月12日 ‐ 核店舗のヤオコーが改装オープン[6]

## テナント
2024年10月現在。

### 1階
- ヤオコー（核店舗）
- スギドラッグ
- シャトレーゼ
- パシオス
- SHOO・LA・RUE
- 3Qカット
- ホームバザー
- GAME PRIMOPIA
- boom hair ‐plus‐
- ジャンボクリーニング (元チャーミークリーニング)
- 宝くじショップ
- セブン銀行 ATM
- 武蔵野銀行 ATM
- Ki‐Re‐i

### 2階
- ダイソー
- タリーズコーヒー
- 宮脇書店
- ほけんの窓口
- スタジオアリスLiPi
- POLA
- アイメガネ
- くまのみ整骨院
- ハッピー歯科
- ウニクスカルチャーセンター鴻巣

## 撤退したテナント
2024年10月現在。
- ABCマート ウニクス鴻巣店
- マックハウス ウニクス鴻巣店
- ゴールウェイ ウニクス鴻巣店
- サーティワンアイスクリーム ウニクス鴻巣店
- テレワールド ウニクス鴻巣店
- ペットパーク鴻巣
- ペットクリニック鴻巣（現・雪どうぶつ病院、同市鎌塚地内に移転）
- マギーフレンズ

## 周辺
- AOKI 鴻巣吹上店
- 東京靴流通センター 吹上店
- やまや 鴻巣吹上店
- Honda Cars 吹上 吹上店
- マクドナルド 17号吹上店
- BOOKOFF SUPER BAZAAR 17号鴻巣吹上店
- 埼玉トヨタ自動車 熊谷南店
- レクサス熊谷南
- 埼玉ダイハツ販売 熊谷南店
- 北新宿生涯学習センター
- 埼玉古墳群
- 行田市
- 行田駅

## アクセス

### 電車
- JR高崎線行田駅より徒歩10分。

### 車
- 中山道（国道17号線）